# アンテロープ・キャニオン

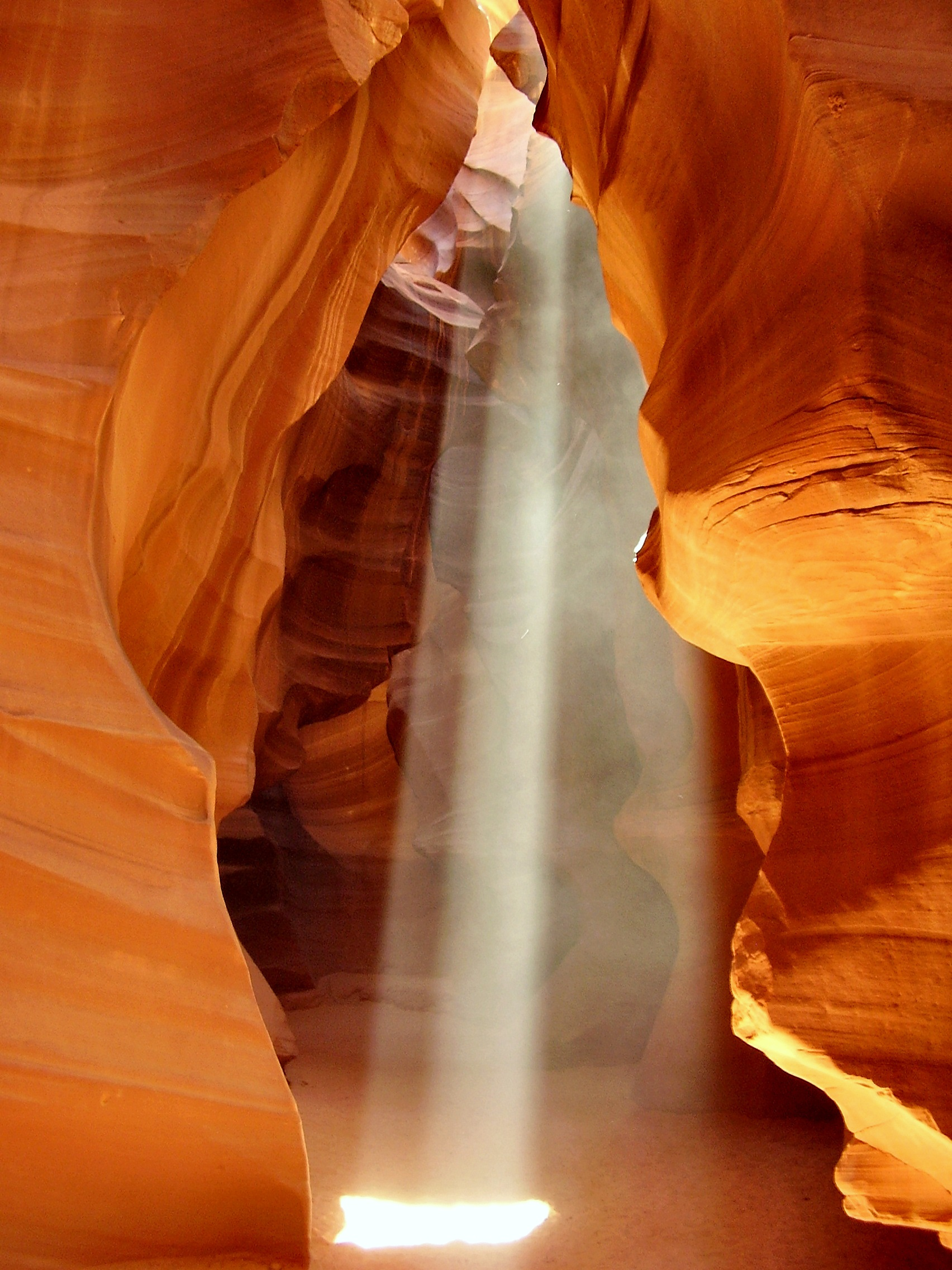
アッパー・アンテロープ・キャニオンに差す太陽光の光芒

アンテロープ・キャニオン（英名: Antelope Canyon、「レイヨウの渓谷」）は、アメリカ合衆国アリゾナ州ペイジ近郊の、ナバホ族の土地に位置する渓谷。アメリカ南西部では、最も写真撮影され多くの人々が訪れるスロット・キャニオン（幅の狭い渓谷）である。アンテロープ・キャニオンは2つの岩層から成り、個々にアッパー・アンテロープ・キャニオンとロウワー・アンテロープ・キャニオンと名づけられている。

## 地質
アンテロープ・キャニオンは他のスロット・キャニオンと同じく、周囲の砂岩（ここではナバホ砂岩）の侵食によりできた何百万年にも及ぶ地層を形成しており、これは主として鉄砲水のほか、風成の侵食によるものである。特にモンスーンの時期に降る雨水はアンテロープ・キャニオンの一部である谷間を流れ、より狭い通路を流れるにつれ水は加速して砂を拾いあげる。その後長い時間をかけて通路が侵食されると、狭い通路は更に広くなり岩の鋭さはより滑らかにされて、岩の「流れる」ような特徴を形作る。こうして独特の岩の通路が、長い時間をかけ完成された。

## 観光
アンテロープ・キャニオンは写真家や観光客には人気の場所であり、ナバホ居留区（ナバホ・ネイション）の観光ビジネス源にもなっている｡

### アッパー・アンテロープ・キャニオン
ナバホの言葉で「水が岩を流れる場所」という意味の、ツェー・ビガニリニ（Tse bighanilini）とも呼ばれるアッパー・アンテロープ・キャニオンは、正確には西経111度22分20秒・北緯36度51分28秒の位置にある。この場所は観光客が最も頻繁に訪れる場所であるが、それには2つの理由がある。一つは、その入り口と全長が地表と同じ高さにあり、岩などを登る必要性が無いためだ。もう一つの理由としては、キャニオン頭頂の開口部から直接入射する太陽光の光芒が、ロウワー・アンテロープ・キャニオンよりもアッパー・アンテロープ・キャニオンによく起こるためである。特に夏期間は、太陽が空高く昇った時この光芒がよく見られるという。

### ロウワー・アンテロープ・キャニオン
ナバホの言葉で「螺旋の岩石アーチ」という意味である、ハスデトワジ（Hasdeztwazi）の別名もあるロウワー・アンテロープ・キャニオンは、アッパー・アンテロープ・キャニオンから数キロ離れた場所に位置する。鉄製の階段が取り付けられる以前は、キャニオンを訪れるために一定の場所をロープやはしごで登らなくてはならなかった。階段が設置されている現在も、長く狭い場所も多い上、全体を通して足場が悪いなどアッパー・アンテロープ・キャニオンと比べて散策が困難である。こうした制限された状態にあるものの、ロウアー・アンテロープ・キャニオンはかなりの数の写真家を惹きつけているが、アッパー・アンテロープ・キャニオンより単なる観光目的で訪れる旅行者は少ない。

### 鉄砲水の危険性
モンスーンの時期に思いがけず降る雨がすぐにキャニオンを水浸しにしてしまうため、アンテロープ・キャニオンは専ら案内人付きの旅行で訪れる観光客がほとんどである。キャニオン近く及び真上から降る雨が必ずしも激しい鉄砲水になるのではなく、キャニオンの「上流」となる数十マイル離れた場所で降る雨が、ほとんど予告無しにキャニオンへ注ぎ込んでくる。過去の事故例として1997年8月12日、ロウワー・アンテロープ・キャニオンを訪れていた11人の観光客が鉄砲水の犠牲となる事故が発生した。その日キャニオンにはほとんど雨は降っていなかった。

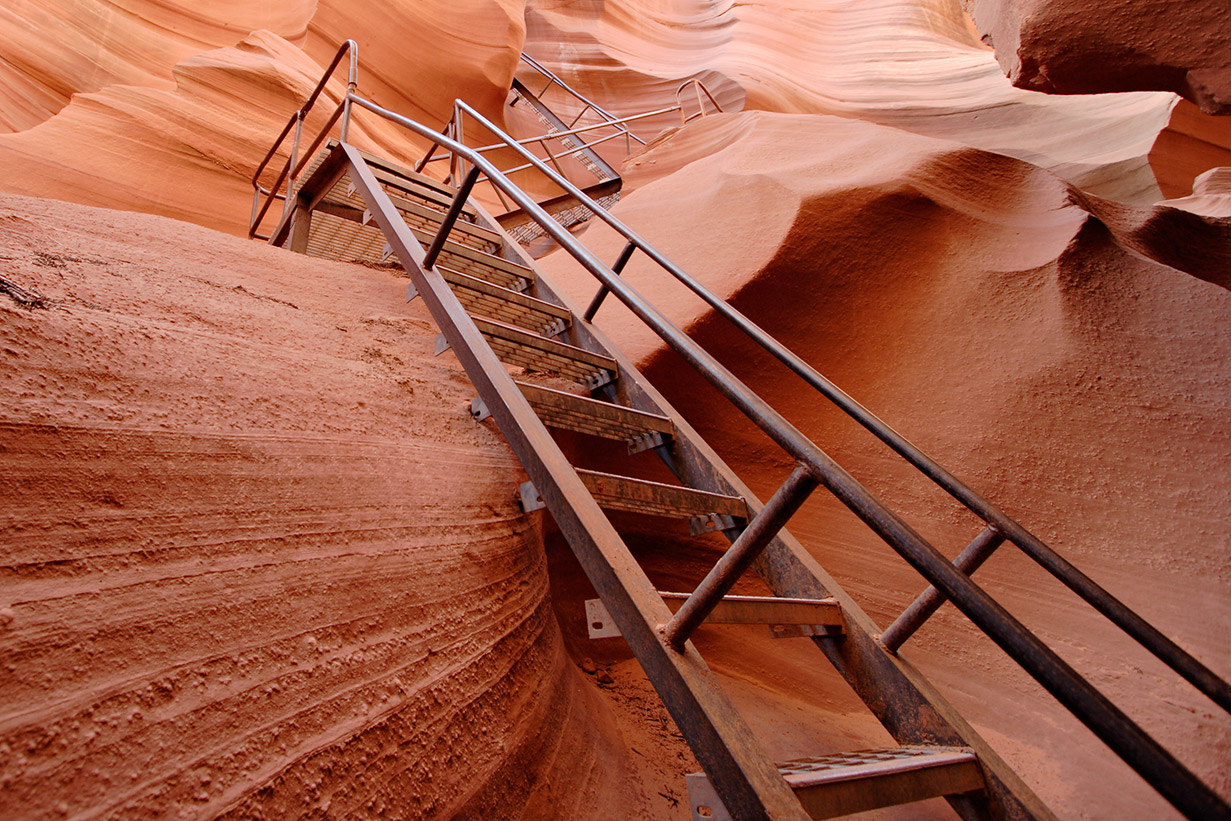
階段が設置されているロウワー・アンテロープ・キャニオン

## その他
ブリトニー・スピアーズのヒット曲「アイム・ノット・ア・ガール、ノット・イェット・ア・ウーマン」のプロモーション・ビデオは、アッパー・アンテロープ・キャニオンで撮影された。
- Antelope - 三浦大知のシングル。

## 参考
以下は翻訳元の英語版（w:en:Antelope Canyon）からの出典項目である。
- ジョン・クロスリー　「アメリカ南西部のスロット・キャニオン　―　アンテロープ・キャニオン」（英語）　2006年9月5日検索
- アンテロープ・キャニオンの鉄砲水（英語）　2006年3月20日検索
- フォト・デュード.com　アンテロープ・キャニオン（英語）　2006年3月20日検索